# Двуглавый орёл (фильм)
«Двугла́вый орёл» (фр. L'Aigle à deux têtes)  — чёрно-белый французский кинофильм Жана Кокто, адаптация его одноимённой пьесы, выпущенный в  1948 году.

## Сюжет
В неизвестной германоговорящей стране, напоминающей Австрию времён декаданса, молодая овдовевшая королева уединилась в своём замке Кранц. Она устала от постоянной борьбы за власть и ненависти эрцгерцогини, матери своего покойного мужа, шпионами которой постоянно окружена.  Кроме того, её жизнь находится под угрозой. В замок Кранц ночью проникает преследуемый полицией поэт и анархист Станислас, планирующий убийство королевы. Королева поражена сходством незнакомца со своим покойным мужем. Станислас удивлён, увидев молодую и красивую королеву, не похожую на ту, которую ему описали. Внезапно вспыхнувшая между королевой и анархистом безумная страсть заставляет их на три дня забыть обо всём мире. Начальник полиции,  информированный обо всём происходящем в замке Кранц своими шпионами, обеспокоен таким поворотом событий, однако оставляет  Станисласа на свободе с условием, что тот должен убить королеву. Королева планирует государственный переворот в надежде вернуть себе  власть. Однажды королеву находят в замке Кранц заколотой кинжалом, а Станисласа — умершим от яда. Что же в действительности произошло в замке Кранц — несчастный случай,  попытка побега, убийство, самоубийство? — остаётся неизвестным.

## В ролях
- Эдвиж Фёйер — Наташа, королева
- Жан Маре — Станислас
- Сильвия Монфор — Эдит де Берг
- Жан Дебюкур — герцог Феликс де Вилленштайн
- Жак Варенн — граф де Фён, начальник полиции
- Ахмед Абдулла — Тони
- Жиль Кеан — Руди
- Морис Назиль — Гентц
- Эдвард Стирлинг — Адамс
- Ивонн де Брэ — эрцгерцогиня
- Эдуард Дермит  — молодой игрок в карты

## Съёмочная группа
- Режиссёр и сценарист: Жан Кокто
- Продюсеры: Жорж Дансижер, Александр Мнушкин
- Оператор: Кристиан Матра
- Композитор: Жорж Орик
- Художники: Жорж Вакевич, Кристиан Берар
- Художник по костюмам: Марсель Эскофье
- Монтаж: Клод Иберия, Раймонд Лебурсьер
- Техник: Эдуар Дермит

## Съёмки
- Сюжет «Двуглавого орла» вымышлен. Источником вдохновения для Кокто послужили трагические судьбы Виттельсбахов,  — в частности, короля Людвига II Баварского, утонувшего или убитого в озере при невыясненных обстоятельствах в 1886 году, а также Елизаветы Баварской, убитой анархистом Луиджи Лукени в 1898 году.
- Съёмки фильма происходили в период с 13 октября 1947 года по 23 января 1948 года.
- Премьера состоялась 22 сентября 1948 года.
- Съёмки проводились: в интерьерах Студии  д'Эпине (Эпине-сюр-Сен) и студии Фрэнсиса I.
- Съёмки снаружи: замок Пьерфон (Уаза),  замок Визель (Изер), Виллар-Рекюла (Изер).

- Замок Пьерфон
- Замок Визель[фр.]

## Издание на видео
- Во Франции неоднократно выпускался на DVD.